# Евктемон (лунный кратер)

Кратер Евктемон (лат. Euctemon) — крупный древний ударный кратер в северной приполярной области видимой стороны Луны. Название присвоено в честь древнегреческого астронома Евктемона (неизв. — 432 до н. э.)  и утверждено Международным астрономическим союзом в 1935 г. Образование кратера относится к донектарскому периоду.

## Описание кратера

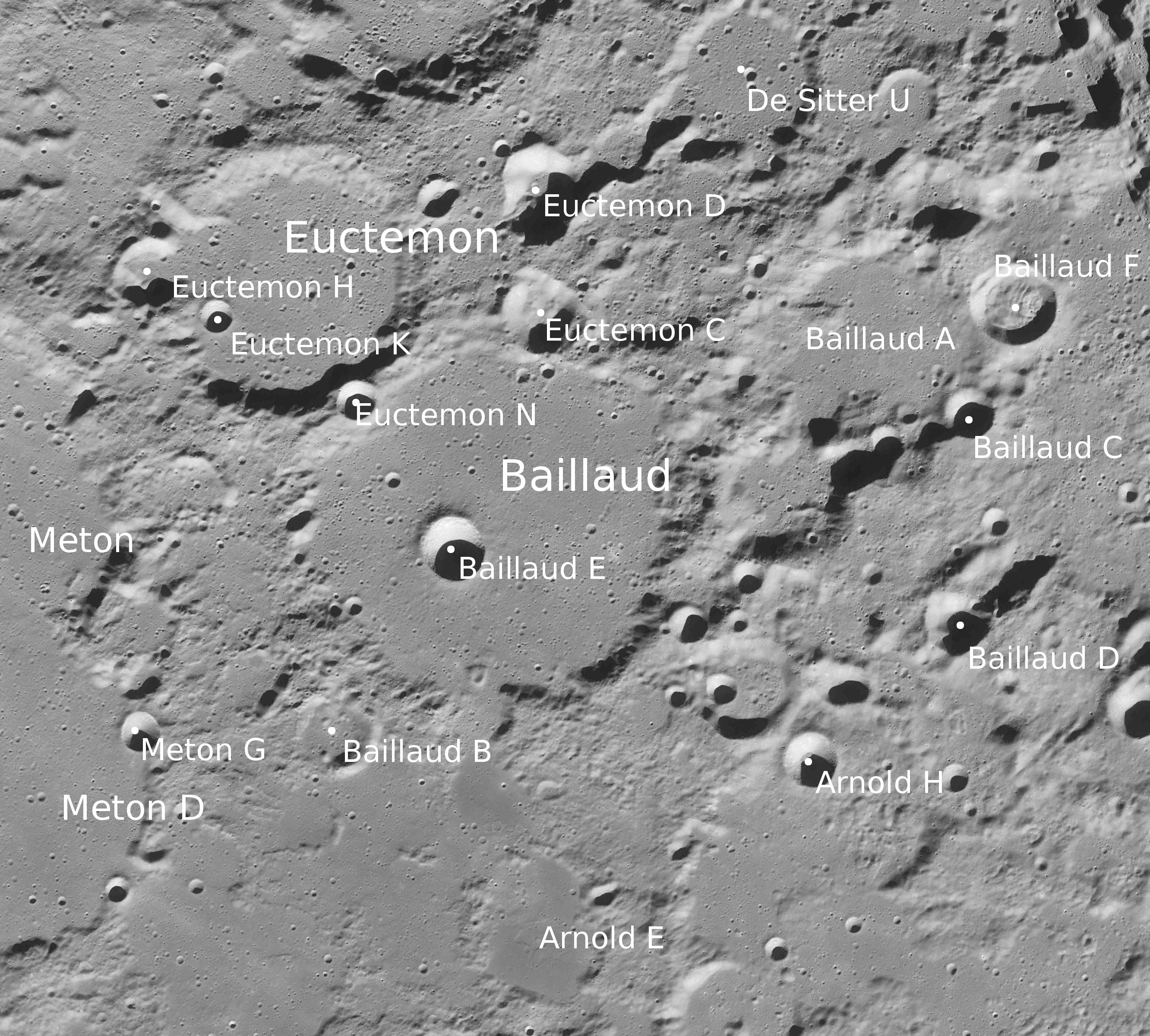
Окрестности кратера Евктемон. Снимок Lunar Reconnaissance Orbiter.

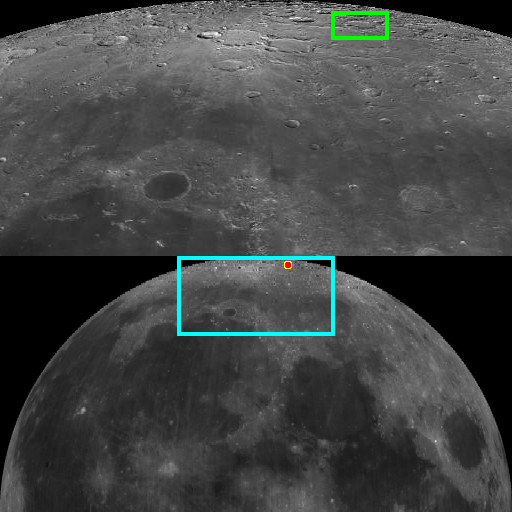
Месторасположение кратера

Ближайшими соседями кратера являются кратер Скорсби на западе-северо-западе; кратер Де Ситтер на севере-северо-востоке; кратер Байо примыкающий к юго-восточной части вала кратера Евктемон и кратер Метон на юго-западе. Селенографические координаты центра кратера 76°16′ с. ш. 30°34′ в. д. / 76,26° с. ш. 30,57° в. д., диаметр 62,7 км, глубина 1,63 км.
Кратер имеет близкую к циркулярной форму с выступом в западной части образованным сателлитном кратером Евктемон H. Вал значительно сглажен, в северо-западной и юго-западной части рассечен широкими долинами, в восточной прорезан несколькими бороздами. Юго-восточная часть вала перекрыта небольшим сателлитным кратером Евктемон N. Высота вала над окружающей местностью достигает 1220 м , объем кратера составляет приблизительно 3 300 км³. Дно чаши ровное, переформировано лавой, испещрено множеством мелких кратеров. В юго-западной части чаши расположен приметный чашеобразный сателлитный кратер Евктемон K. 
Вследствие близости к северному полюсу Луны кратер имеет искаженную форму при наблюдениях с Земли не позволяющую разглядеть детали его строения.

## Сателлитные кратеры

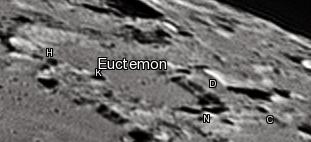
Снимок Девида Кемпбелла.

| Евктемон | Координаты                                            | Диаметр, км |
| -------- | ----------------------------------------------------- | ----------- |
| C        | 76°06′ с. ш. 38°41′ в. д. / 76,1° с. ш. 38,68° в. д.  | 19,6        |
| D        | 77°02′ с. ш. 38°42′ в. д. / 77,04° с. ш. 38,7° в. д.  | 19,9        |
| H        | 76°10′ с. ш. 26°13′ в. д. / 76,16° с. ш. 26,21° в. д. | 15,9        |
| K        | 75°56′ с. ш. 28°26′ в. д. / 75,93° с. ш. 28,43° в. д. | 7,3         |
| N        | 75°25′ с. ш. 32°57′ в. д. / 75,41° с. ш. 32,95° в. д. | 9           |

## См.также
- Список кратеров на Луне
- Лунный кратер
- Морфологический каталог кратеров Луны
- Планетная номенклатура
- Селенография
- Минералогия Луны
- Геология Луны
- Поздняя тяжёлая бомбардировка